# Symboles étatiques de la République slovaque
Les Symboles étatiques de la République slovaque (slovaque : Štátne symboly Slovenskej republiky) officiel de la république slovaque sont au nombre de quatre et sont définis par la loi N° 63/1993. 

## Les armoiries

Armoiries de la Slovaquie.

Le blason de la Slovaquie est un écu de type néogothique de gueules à la double croix d'argent sur le pic central d'un groupe de trois collines d'azur.

## Le drapeau

Drapeau de la Slovaquie.

Le drapeau de la Slovaquie a été adopté le 3 septembre 1992. C'est un drapeau tricolore composé de trois bandes horizontales reprenant les couleurs panslaves : la bande supérieure est blanche, l'intermédiaire bleue et l'inférieure rouge. L'écu national est placé sur le drapeau pour le distinguer des autres drapeaux slaves : décalé du côté de la hampe, il empiète sur les bandes supérieure et inférieure du drapeau. Les proportions du drapeau sont 2:3. Ce drapeau aux dimensions d'1,5 m × 1 m est également le pavillon de la marine marchande slovaque.

## L'hymne
L'hymne est défini comme étant les deux premières strophes de la chanson Nad Tatrou sa blýska:
1.  \:Nad Tatrou sa blýska, hromy divo bijú.:\
\:Zastavme ich bratia, veď sa ony stratia, Slováci ožijú.:\
2.  \:To Slovensko naše posiaľ tvrdo spalo.:\
\:Ale blesky hromu vzbudzujú ho k tomu, aby sa prebralo.:\

## Le sceau
Le sceau de la République slovaque est rond, en son centre sont représentées les armoiries autour de celle-ci on retrouve l'inscription « SLOVENSKÁ REPUBLIKA ». Dans le dessous du cercle se situe une feuille de tilleul. Son diamètre est de 45 mm.

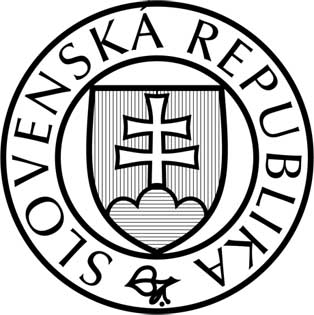
Sceau de la République slovaque.